# ノイゼス
ノイゼス (ドイツ語: Neusäß, ドイツ語発音: [ˈnɔɪ̯zɛs] ( 音声ファイル)) は、ドイツ連邦共和国バイエルン州シュヴァーベン行政管区のアウクスブルク郡に属す、人口
23,251人（2023年12月31日現在）
の市である。

## 地理

### 位置
この街は、アウクスブルクの北西、シュムッター川沿いにあり、アウクスブルク＝ヴェストリヘ・ヴェルダー自然公園と境を接している。周辺市町村は、ゲルストホーフェン、アイシュテッテン、ディードルフ、シュタットベルゲン、アウクスブルクである。

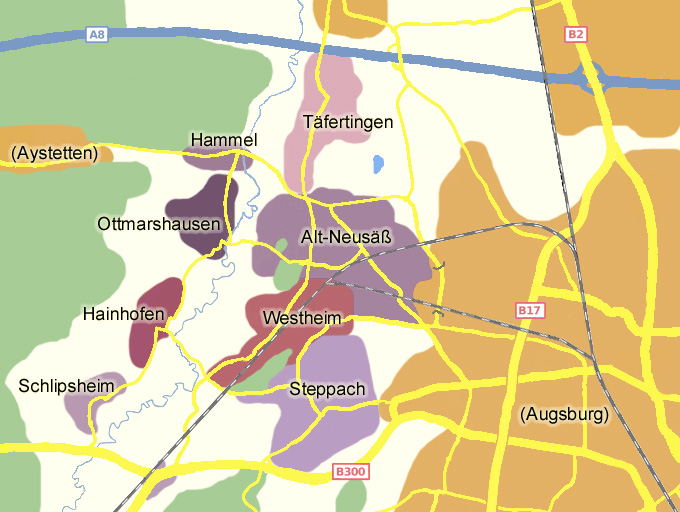
ノイゼスの地区図

### 市の構成
本市は9つのゲマインデタイル（地理上の地区）で構成されている。
- ハインホーフェン
- ハンメル
- ノイゼス
- オットマールスハウゼン
- シュリプスハイム
- シュテッパハ・バイ・アウクスブルク
- テーフェルティンゲン
- フォーゲルザンク
- ヴェストハイム・バイ・アウクスブルク

これらの地区は、南北に流れるシュムッター川の両岸に位置している。この小さな川は、シュムッタータールを比較的自然な状態で流れている。シュムッター川の西岸には北から順にハンメル（人口約800人）、オットマールスハウゼン（約1,600人）、ハインホーフェン（約1,000人）、シュリプスハイム（約500人）と小さな地区があり、東岸には比較的大きな地区であるテーフェルティンゲン（約1,700人）、ノイゼス（約8,600人）、ヴェストハイム・バイ・アウクスブルク（約3,500人）、シュテッパハ・バイ・アウクスブルク（約4,000人）が並ぶ。
ノイゼスにあるいくつかの企業も地元で重要であるが、ノイゼスとその地区は大都市アウクスブルクと経済的に非常に強く結びついている。ノイゼス、ヴェストハイム、シュテッパハ地区の建て込んだ地域は一部がアウクスブルクと直接境を接している。その依存状態は経済だけでなく、文化やレジャーにも見られる。ノイゼスは、フリートベルク、ゲスルトホーフェン、シュタットベルゲン、ケーニヒスブルンとともに、アウクスブルクの衛星都市群を形成している。これらのアウクスブルク市街に接する周辺5市町村は、大都市自身よりも経済的に強力である。ノイゼスは本質的にアウクスブルクのベッドタウンである。
最高地点はシュテッパハとヴェストハイムとの間に位置する 528.5 m のコーベルベルクである。コーベルクは特に19世紀半ば（ヴェストハイムに駅を持つ鉄道アウクスブルク - ウルム線建設）から20世紀半ば（コーベルガストシュテッテの取り壊し）まで、人気の巡礼地（コーベル教会マリア・ロレート）であった。ここからは、アウクスブルクや周辺地域を望む良い眺望が得られる。

## 歴史

### 8つの村
現在ノイゼスを構成しているかつて独立していた8つの村は、長い歴史を有している。
合併以後区別するために「アルト＝ノイゼス」とも呼ばれるノイゼス地区は、11世紀にまで遡る。この頃小さな湖の周囲に多くの農民が定住し、この集落を Niusazen（新しい居住地を意味する）と呼び、これが後に Neusäß となった。湖は後に干上がった。現在その場所は遊戯広場となっている。レムボルトの貴族一門が城館を築いたが、三十年戦争で破壊された。16世紀建造の礼拝堂が遺されている。ノイゼスは、近隣の村に比べて重要性の低い小さな村であったが、19世紀から20世紀にかけて著しく発展し、人口の上では、本市で最も大きな地区となった。
テーフェルティンゲン地区には入植初期のアレマン人の墓がある。テーフェルティンゲンはおそらく6世紀あるいは7世紀に創設された、本市で最も古い地区である。
ハンメル地区は12世紀に初めて文献に記録されており、おそらくハンメルベルク修道院および現存しない城砦をその起源とする。17世紀に現在も人が住んでいるハンメル城が建設された。ほぼ300年間ハンメルには城館の他には数軒の家屋があるだけであった。
オットマールスハウゼンは、おそらく8世紀に建設された。古い村の教会である聖フィトゥス教会の発掘によって900年頃に建設された木造教会の跡が発見された。オトマール修道院長は759年に亡くなり、その遺体は864年に聖ガレン教会に埋葬された。アウクスブルクの司教と聖ガレン教会との結びつきはこの頃益々緊密になっていった。したがって、オットマールスハウゼンの村や教会の設立もこの頃であろうと推測される。この地区の古い教会広場は、石器時代の出土品が示しているように、昔からすでに好適な集落の広場であった。
ハインホーフェンには、18世紀の城館が2つある。
シュリプスハイムは、10世紀頃に建設され、長らく街村であった。集落の中心には1821年まで城館があったが、老朽化のために取り壊された。この城館の礼拝堂だけが遺されている。
シュテッパハは1150年に初めて文献に記録されている。Stetebach の創設時期については、精確な情報がない。研究では、stete はすでに古い時代（おそらくローマ時代）から存続している集落という意味に解釈される。名前の由来が、ヴェルタハ川左岸の現在は干上がった支流である小川に由来するかどうかは、歴史家や地理学者の間で議論の分かれるところである。この小川の流路は現在の「アルテ・ライヒス通り」にあたる。シュテッパハの人口推移の特殊性としてユダヤ人コミュニティの繁栄があげられる。1438年以後ユダヤ人は帝国都市アウクスブルクに住めなくなり周辺地域に存在するようになった。彼らは、手工業や工業を許されていなかったため、主に商業を営んでいた。1548年から19世紀末までシュテッパハの人口の 1/3 から 1/4 がユダヤ教信者であった。アルテ・ライヒス通りには多くのコミュンハウス（現在の集合住宅にあたる）があるだけでなく、シナゴーグや宗教儀式用の水槽（ミクワー）もあった。19世紀からユダヤ系住民の流出が続き、1910年にはユダヤ人がいなくなった。シュテッパハのビスマルク塔は1905年に建立された。シュテッパハにバイパス道路が建設された後、活気あるショッピング＝ビジネス・センターとなっている。
1852年にヴェストハイム地区で、広さ 7.5 ha の、5つのパン焼き窯を持つローマ人入植地が発見された。ここは、おおむね2世紀前半から3世紀半ばまで使われていた。集落自体は11世紀に建設され、地元貴族一門に由来する。かつての城砦の場所に、現在は老人ホームとして利用されている城館が建設された。16世紀には、コーベルベルクに巡礼教会マリア・ロレート教会が建設された。コーベルベルクには中世盛期にはコーベル要塞も存在していた。巡礼教会だけでなく、ヴェストハイム駅もその重要性に関わっている。ヴェストハイムは20世紀前半においても、アウクスブルク北西部で最大の集落であった。

### 市町村合併
バイエルン州の地域再編に伴い、1972年7月1日にまず5つの村、ハインホーフェン、ハンメル、ノイゼス、シュリプスハイム、ヴェストハイムがノイゼスの名の下で合併した。1978年5月1日にオットマールスハウゼン、シュテッパハ、テーフェルティンゲンがこれに加わった。合併は地域再編に伴い実施されたが、これはアウクスブルクへの編入を避けるためでもあった。
1988年6月10日にノイゼスは市に昇格した。

### 人口推移

ノイゼスの人口推移。赤線が合併前のノイゼスの人口、青線が合併後の人口である。

## 住民

### 宗教
カトリックの、ノイゼスの聖エギディウス教区および聖トマス・モア教区、オットマールスハウゼンの聖フィトゥス教区、テーフェルティンゲンのマリア被昇天教区、アイシュテッテンの聖マルティン教区が、アウクスブルク司教区アウクスブルク＝ラント首席司祭区のノイゼス教区共同体に属している。
福音主義＝ルター派のフィリップス教会ノイゼス＝ヴェストハイムは、1927年8月15日に定礎がなされ、1928年9月16日に献堂された。1967年にこの教会組織からノイゼスのエンマウス教会が分離した。両者は、アウクスブルク教会地区のアウクスブルク監督管区に属している。
ヴェストハイムに新使徒教会が1947年に組織された。

## 行政

### 議会
ノイゼスの市議会は30議席からなる。

### 首長
- 1984年 - 2008年: マンフレート・ノツァール
- 2008年 - 2013年: ハンスイェルク・ドゥルツ
- 2013年 - : リヒャルト・グライナー

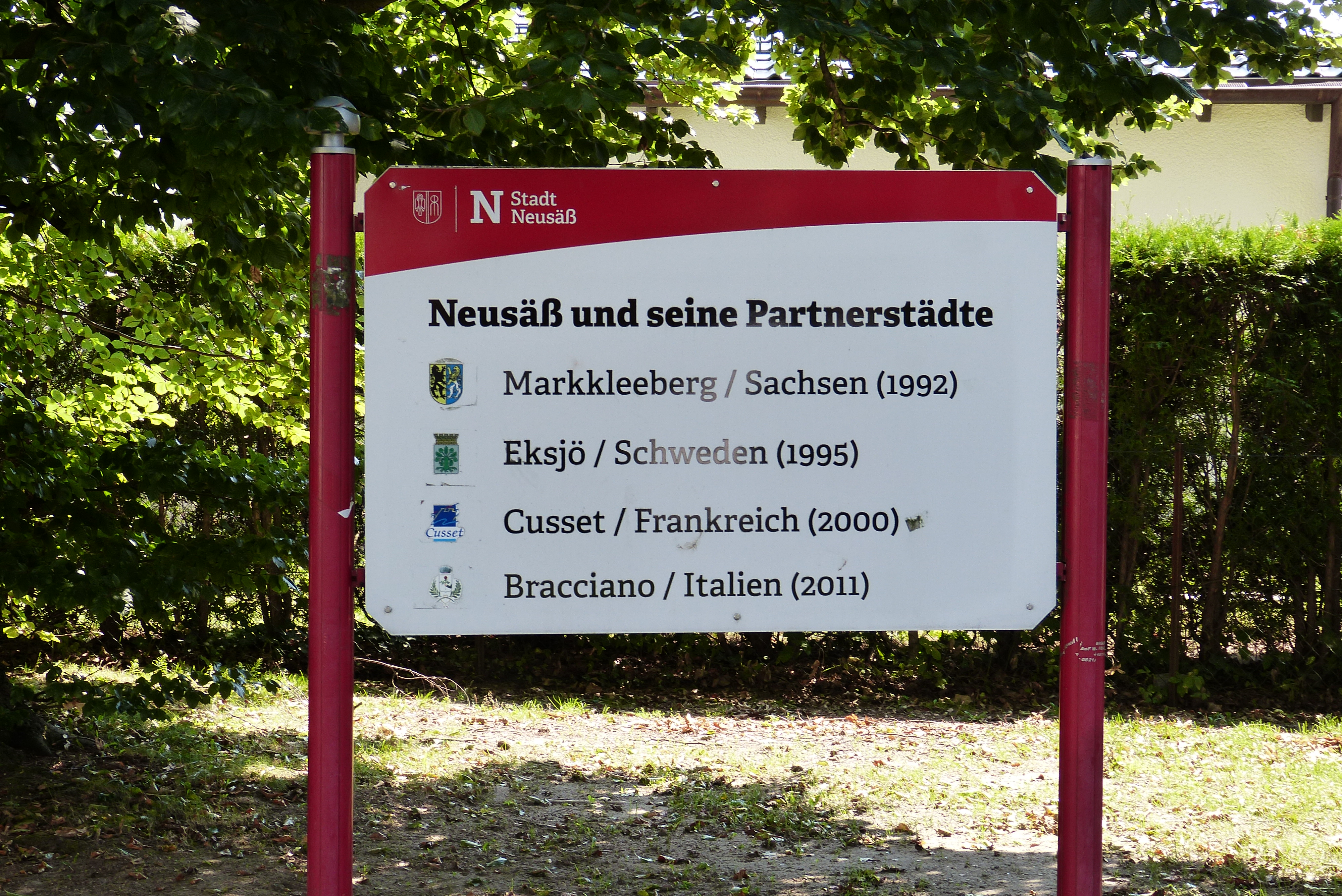
エギディウス公園に設けられた姉妹都市の示すプレート

### 姉妹都市
ノイゼスは以下の都市と姉妹都市関係にある。
- マルククレーベルク（ドイツ語版、英語版）（ドイツ、ザクセン州）1992年
- エークシェー（スウェーデン語版、英語版）（スウェーデン、ヨンショーピング県）1995年
- キュセ（フランス語版、英語版）（フランス、アリエ県）2000年
- ブラッチャーノ（イタリア、ラツィオ州）2011年

### 紋章
図柄: 赤字に金の柱。向かって左はニンバスを背負った銀のハト。向かって右は背中合わせになった2つの銀の文字R。
紋章は1986年から使われている。

## 文化と見所

### 施設とクラブ
コンサート、演劇、キャバレーなどのイベントのための多目的ホールとしてシュタットハレ・ノイゼス（ノイゼス市立ホール）が1988年から存在する。ホールの面積は 531 m2、ホワイエを合わせると 815 m2 である。シュタットハレは定員633席で、可動壁によって小さくすることもできる。

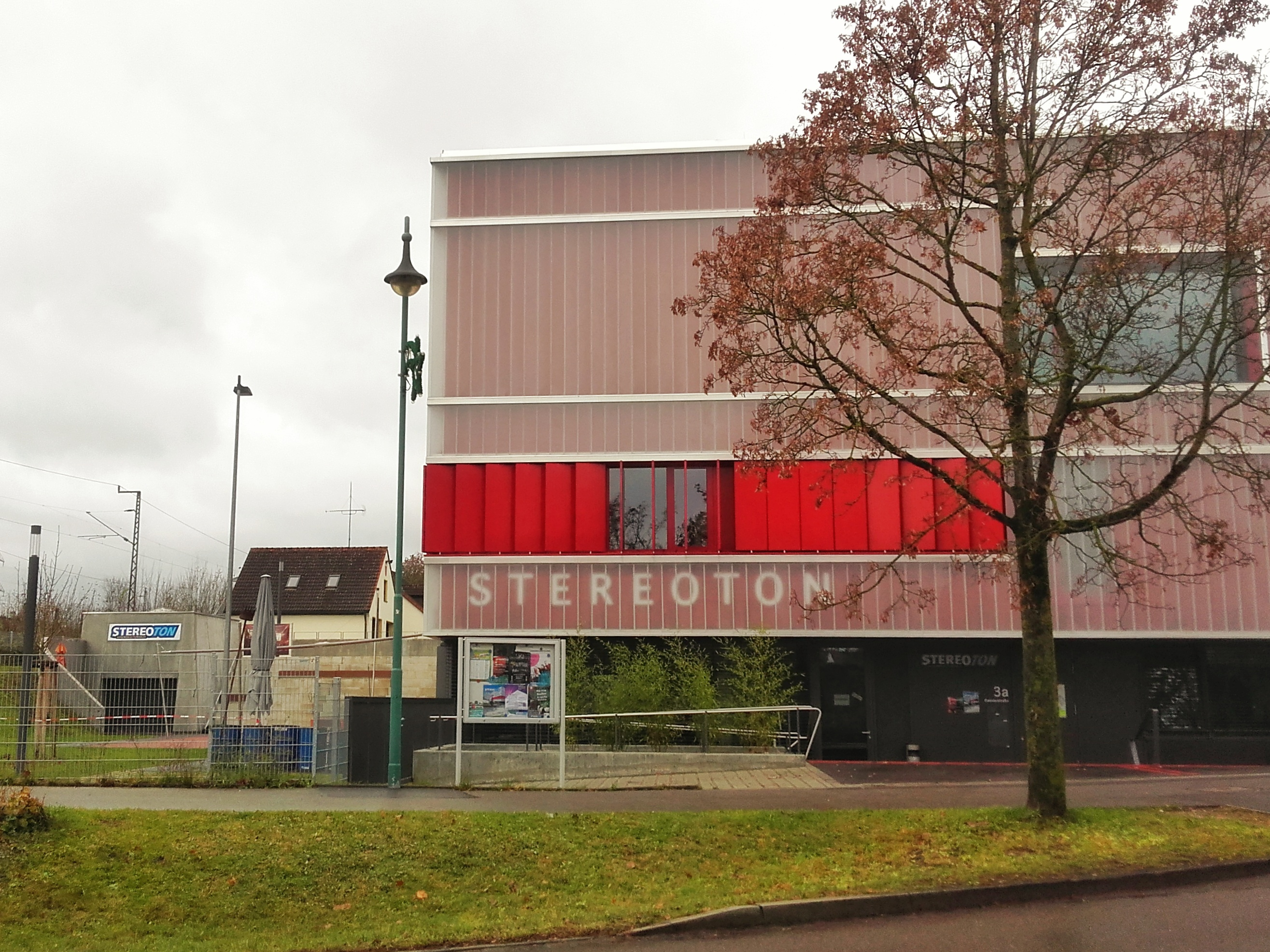
ステレオトーン

ノイゼス市は、古い青年センター「ステレオトーン」のあった場所に「音楽と青年文化の家」をオープンした。その1階および上階には多くのクラブが入居している。
- ノイゼス室内オーケストラ e.V.
- ノイゼス歌唱・音楽学校 e.V.
- シュタットカペレ・ノイゼス e.V.
- カーニバルクラブ「ナルノイジア」e.V. （ショーダンスグループ）

別の入口から入る地下階には新しい「ステレオトーン」が設けられている。ここは青年の集会所であり、カフェがあり、児童や青少年向けの様々なイベントが開催される。これに付属する隣の空き地では、夏に野外イベントが開催される。
アウグスタ・クラブ・オードヌングスディーンスト e.V. (ACO e.V.) は1988年2月15日に創設された。1992年10月には事故救済制度が始まった。ACO e.V. は、1997年から許認可を受けた民間サービス機関となり、2011年から連邦ボランティアサービスのサービスステーションとなっている。サービスステーションは2015年10月から、旧道路管理事務所の建物に入居している。

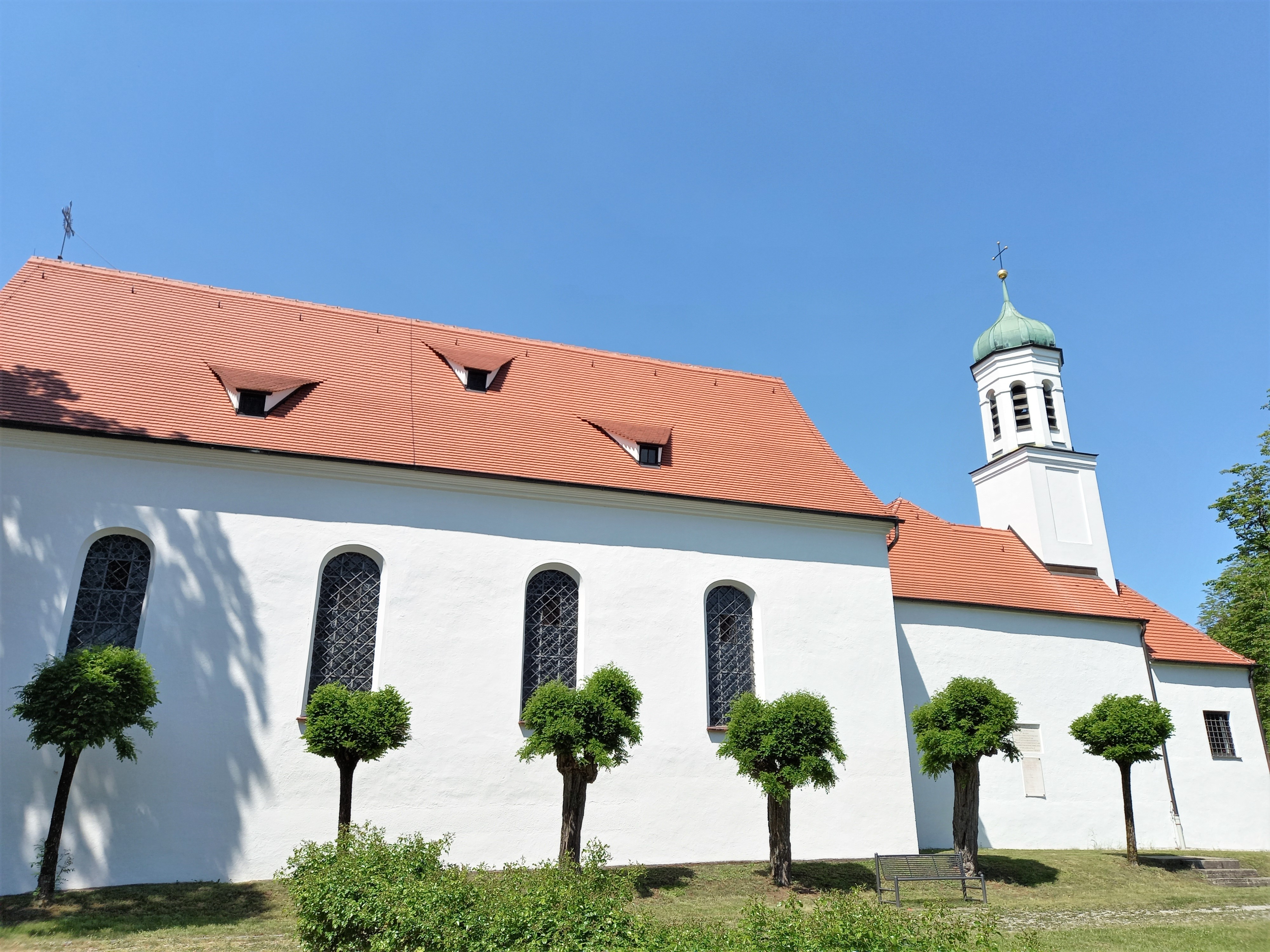
聖マリア・ロレート教会

### 見所

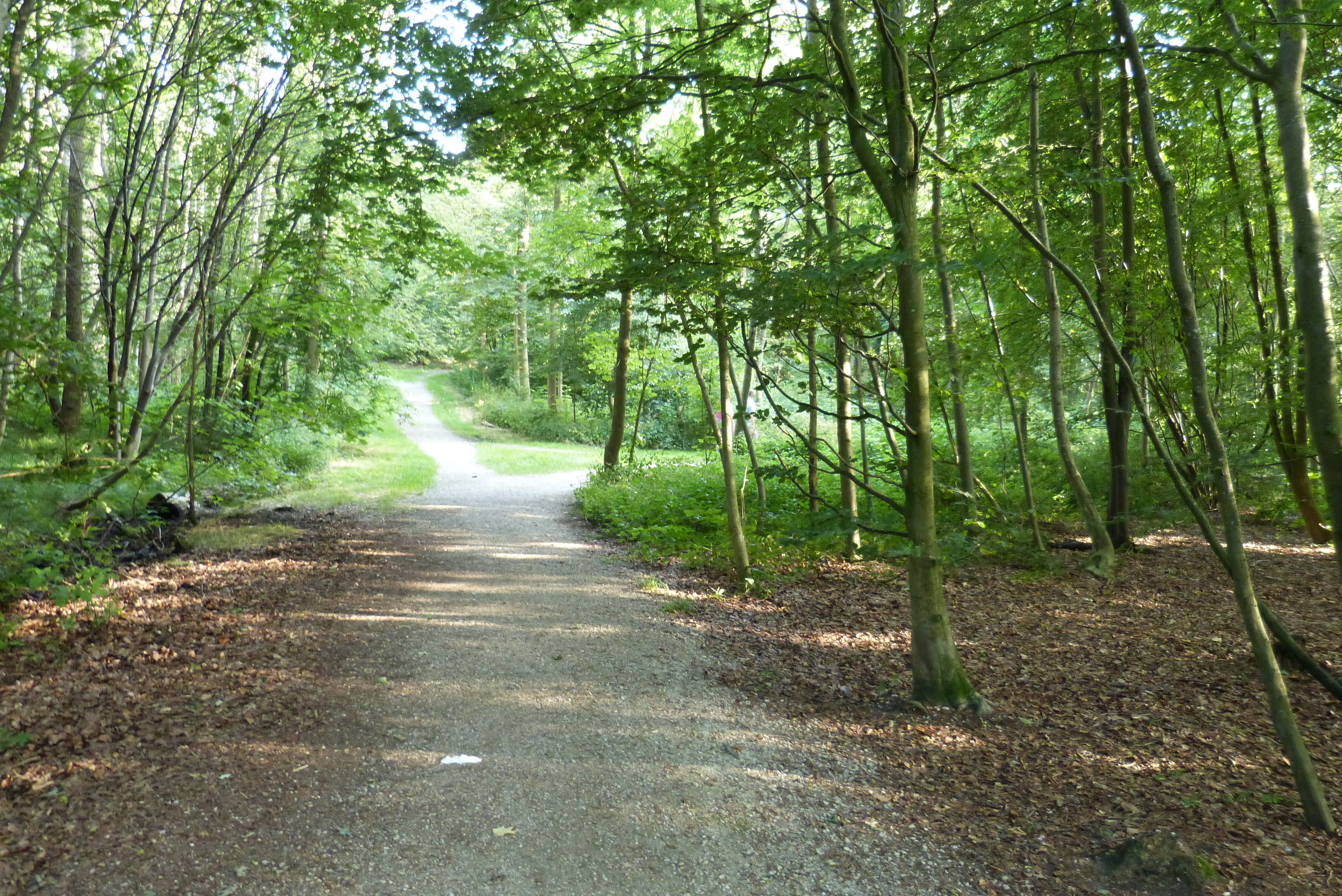
ローヴァルト

- ヴェストハイム地区のコーベルベルクにある巡礼教会マリア・ロレート教会
- ハインホーフェン地区のカトリック教会聖シュテファヌス教会
- ハインホーフェン城
- ハンメル城
- シュテッパハ地区のビスマルク塔
- レジャー・体験プール「ティターニア・テルメ」[12]

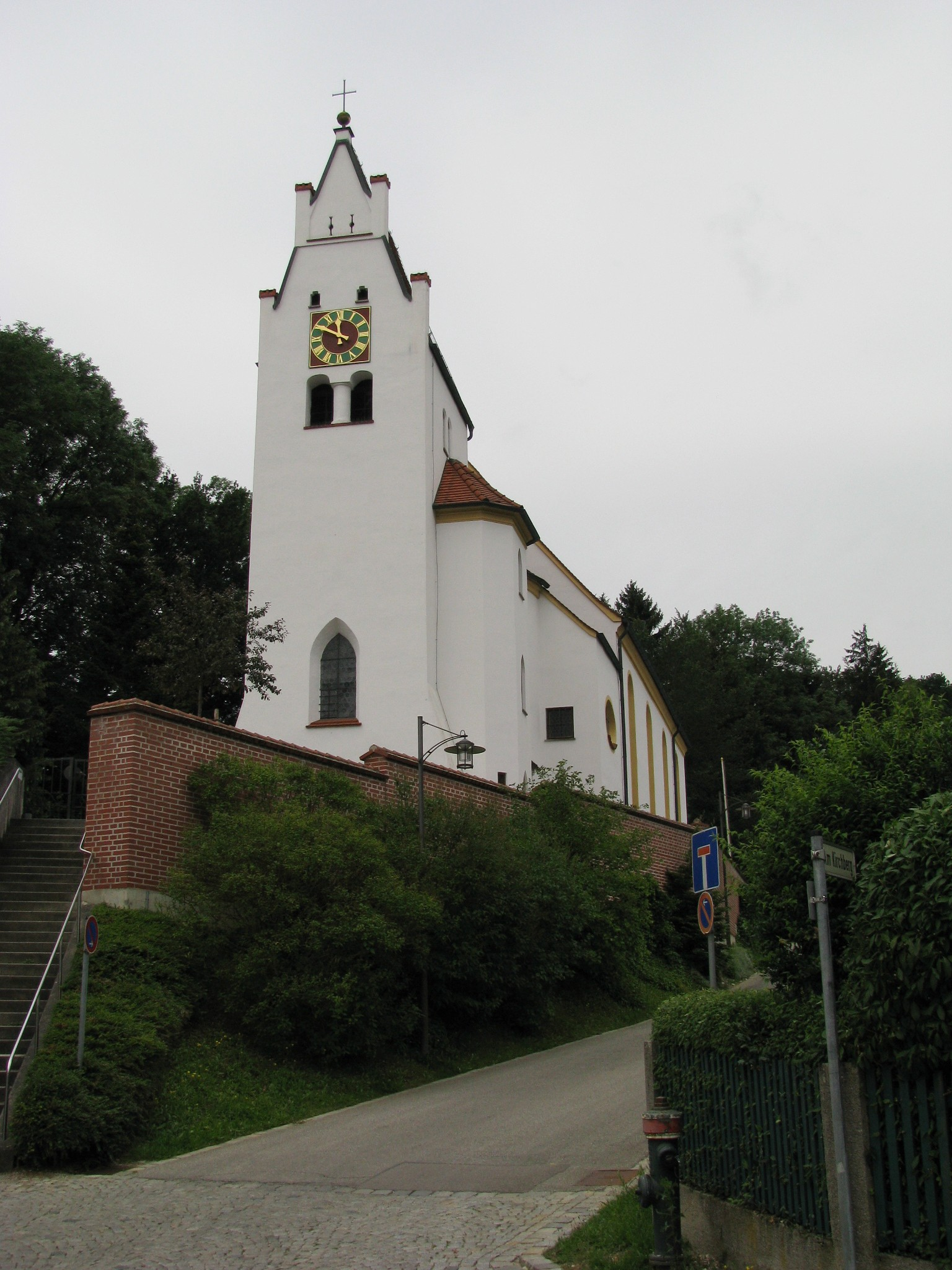
聖シュテファヌス教会
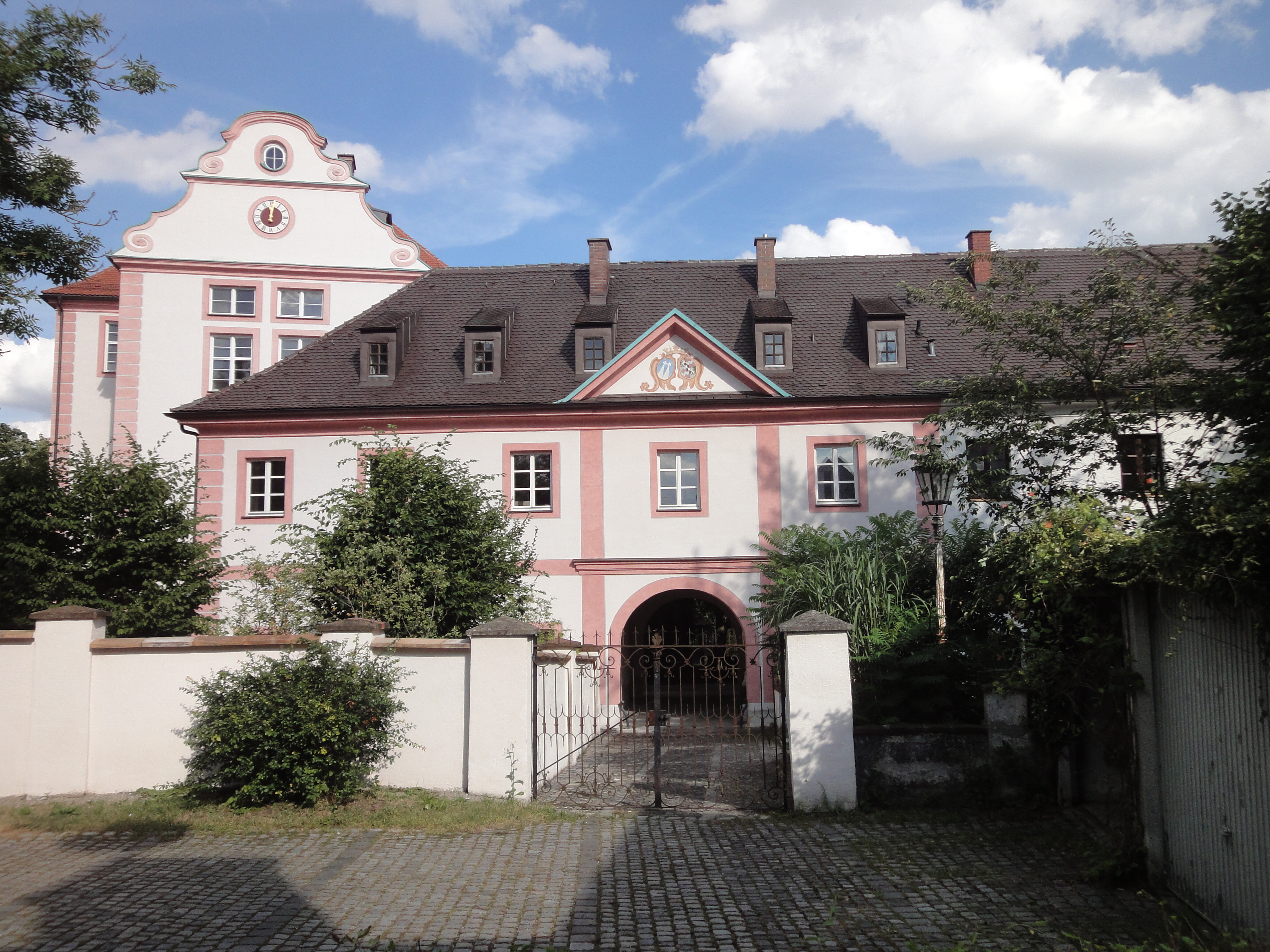
ハインホーフェン城
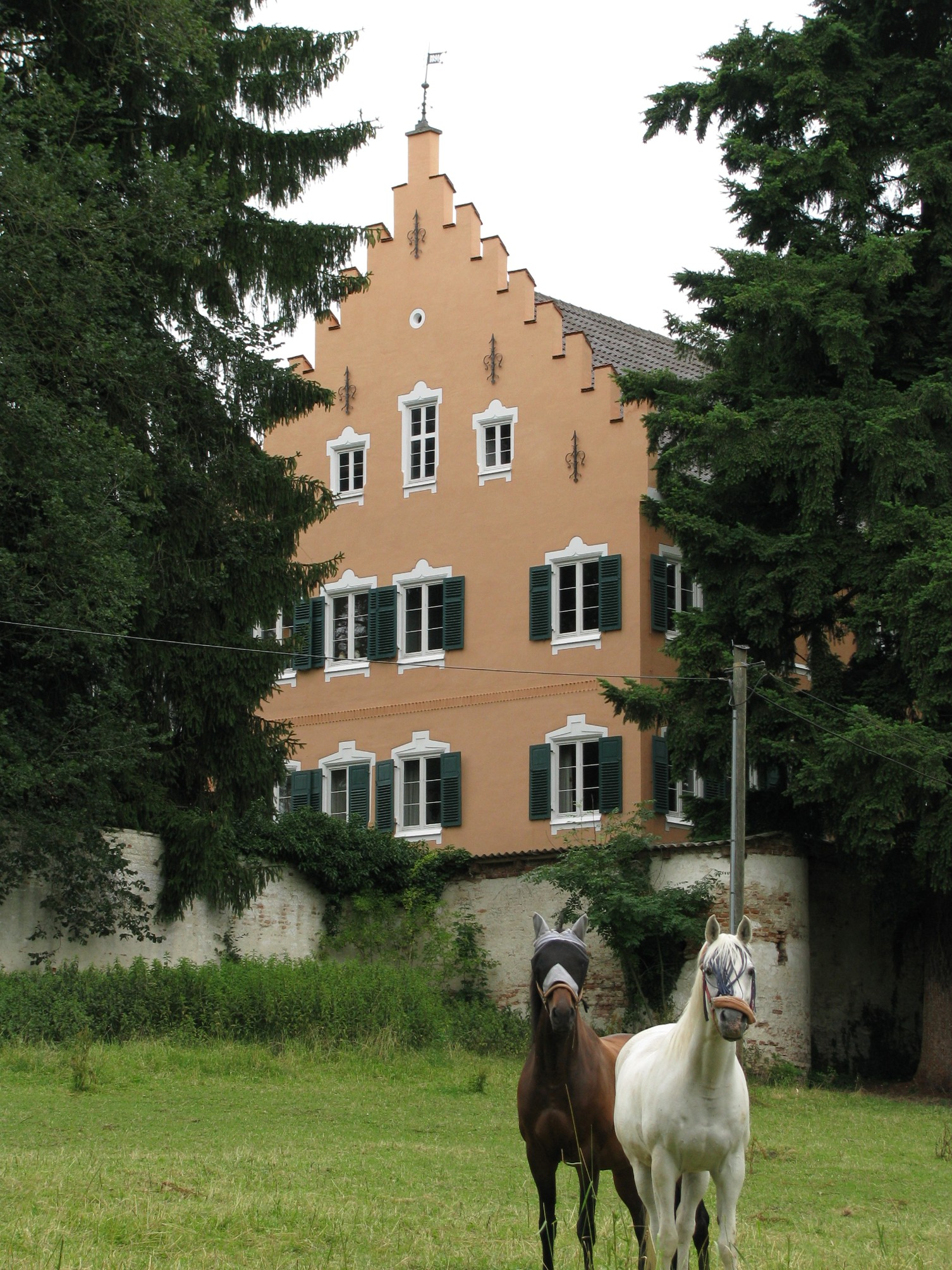
ハンメル城
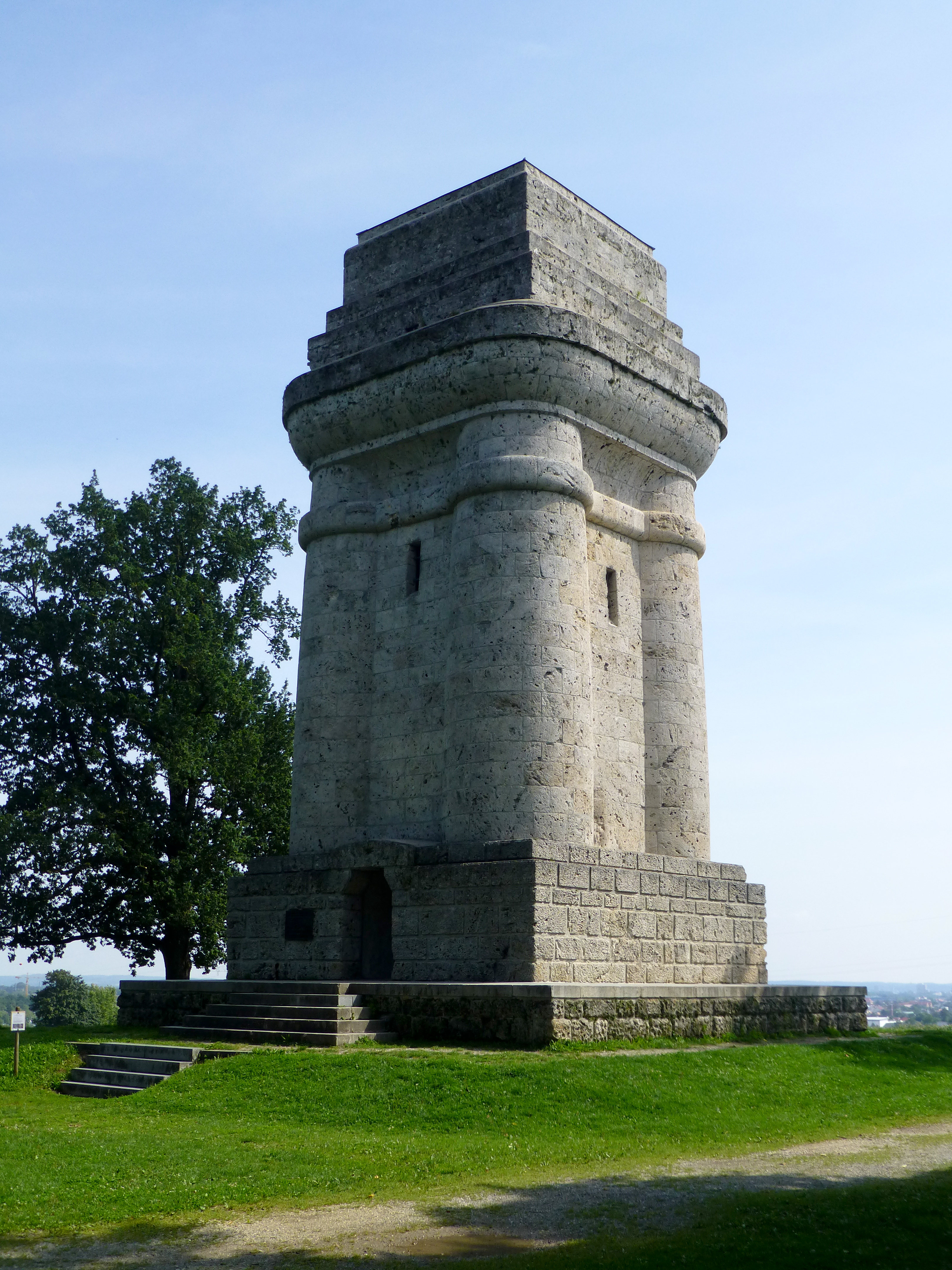
ビスマルク塔

### 自然
ノイゼスには、ローヴァルトと景観保護区に指定されているコーベルヴァルトがある。シュムッタータールや、その中を蛇行して流れるシュムッター川も自然愛好家やハイカーに人気の場所である。テーフェルティンゲンとノイゼスとの間に掘削によりできたノイゼスの池「ターラーゼー」がある。
ノイゼスには以下の自然文化財がある:
- 歩行者道ハインホーフェン - ヴェストハイムのカエデとシラカバの並木道
- ハインホーフェン城館公園のヨーロッパブナとカエデの木立
- オットマールスハウゼン - アイシュテッテン間を結ぶ街道の切通し（「シュヴェービシャー・ヒンメルライヒ」（直訳: シュヴァーベンの天国）への小径）
- ヴェストハイムのカペレンヴェークがコーベル通りに合流する地点にある4本のセイヨウシナノキ

## 経済と社会資本

### 学校
ノイゼスには、基礎課程学校 4校、基礎課程・中等学校複合体 1校、職業学校 1校、実科学校 1校、ユストゥス＝フォン＝リービヒ＝ギムナジウムおよび専門上級学校 1校、職業専門学校 1校、職業専門上級学校 1校がある。

### 図書館
中央図書館ではなく、4地区、5館からなる公共のノイゼス図書館がある。運営管理は、カトリックの聖ニコライ・フォン・フリューエ教区、聖ラファエル教区、聖トマス・モア教区、聖フィトゥス教区、聖エギディウス教区が行っている。合計5万点以上の貸し出し可能なメディアを収蔵している。

### 交通
ノイゼスは連邦アウトバーン8号線（ノイゼス・インターチェンジ）および鉄道アウクスブルク - ウルム線で結ばれている。ノイゼスにはヴェストハイム駅とノイゼス駅がある。両駅には、それぞれ1時間間隔で運行しているレギオナルエクスプレス9番路線（ウルム - アウクスブルク - ミュンヘン）とレギオナルバーン86番路線（ディンケルシェルベン - アウクスブルク - ミュンヘン）が運行している。ディンケルシェルベンとアウクスブルクとの間は30分間隔に列車がある。
アウクスブルク飛行場までは約 15 km（車で約10分）、ミュンヘン空港までは約 90 km（車で約1時間）の距離にある。

## 人物

### ゆかりの人物
- セーナ・ユリナッチ（1921年 - 2011年）ソプラノ歌手。1973年からハインホーフェン住み、ここで亡くなった。

## 関連図書
- Richard Greiner; Winfried Greiner (1975). Die Grundherrschaften in Alt-Neusäß – ein Beitrag zur Ortsgeschichte. Neusäß
- Manfred Nozar, Walter Pötzl, ed (1988). Neusäß – Die Geschichte von acht Dörfern auf dem langen Weg zu einer Stadt. Neusäß
- Stadt Neusäß, ed (2013). Neusäß